# La Iberoamericana de Toro
La Iberoamericana de Toro. Mujeres & Artes visuales siglo XXI es una muestra de arte contemporáneo que se realiza en la ciudad de Toro desde el año 2021. En ella las mujeres artistas, de España, Iberoamérica y Portugal, son las protagonistas. Está organizada por el Ayuntamiento de Toro y el Gabinete de la Sociedad de Amigos de las Artes.

## Ediciones

### 2021
Se celebró entre el 9 julio y el 15 de septiembre y el país invitado fue México. En esta primera edición participaron artistas como Concha Mayordomo, Gloria García Lorca, Grace Quintanilla, Inmaculada Abarca Martínez, Eva Rodriguez, Flavia Tótoro Taulis, Irene Infantes, Lysette Yoselevitz Rivera, Mar Solís , María Oriza Pérez, María Eugenia Chellet, Marina Anaya, Marina Núñez, Marina Vargas, Monica Dower, Mercedes Vicente, Natalia Pintado, Pepa Mora Sánchez, Sarah Minter, Susana Casarin, Susana Guerrero, Raquel Bonis, Rut Olabarri, Ximena Cuevas o Ximena Pérez Grobet. Se calcula que fue visitada por unas 30.000 personas.
En el acto de clausura se entregaron dos premios: el otorgado, mediante votación popular, por los visitantes a Marina Vargas y el “Premio de Honor La Iberoamericana-Delhy Tejero” a Teresa Gancedo. Este último galardón, elegido por un jurado profesional, busca reconocer la labor de reconocidas mujeres artistas que hacen posible que el arte llegue al público, se conserve o se transmita.

### 2022
Se celebró entre el 1 julio y el 16 de octubre y el país invitado fue Perú. Participaron 35 artistas peruanas, portuguesas, mexicanas, cubanas, españolas y ecuatorianas. Entre ellas, Teresa Gancedo, Carla Hayes, Cristina Toledo, Glenda León, Isabel Flores, Jimena Kato, Juana González, Lorena Gutiérrez, Marina Núñez, Paloma Navares, Sonia Navarro, Yolanda Tabanera, Cristina García Rodero, Miriam Ocáriz, Paloma de la Cruz y otras ya fallecidas como Ana Mendieta, Patricia Gadea o la toresana Delhy Tejero.
Como novedad en esta II edición se exhibieron obras cedidas por importantes museos y colecciones privadas contribuyendo a descentralizar el acceso a la cultura hacia el medio rural. Instituciones como el Museo Nacional Centro de arte Reina Sofía, el Museo Nacional Thyssen-Bornemisza, el Museo de Arte Contemporáneo de Madrid, el Estudio Juluis de Palencia o la Diputación Foral de Vizcaya cedieron obras para el evento, que se llevó a cabo en diferentes espacios culturales e históricos de la localidad.